# Знак отличия Военного ордена «За Великий Сибирский поход»
Знак отличия Военного ордена «За Великий Сибирский поход» — военная награда времён Гражданской войны.

## История

### 1920 год
Учреждён 11 февраля 1920 года приказом главнокомандующего войсками Восточного фронта Русской армии Генерального штаба генерал-майора С. Н. Войцеховского. В приказе об учреждении знака отличия, подписанном дежурным генералом Леонидом Гафнером, говорилось:
В воздаяние исключительных опасностей и трудов, понесённых войсками Восточного фронта в беспримерном походе с берегов Иртыша за Байкал, утверждаю Знак Отличия Военного ордена «За Великий Сибирский поход».
 Также утверждалось положение о награждении и его описание.
Знак отличия имел две степени. Знак отличия первой степени вручался всем бывшим в строю и в оперативных штабах войск и носился на Георгиевской ленте. Знак отличия второй степени вручался всем остальным, в том числе гражданским лицам и носился на Владимирской ленте.
Знак отличия представляет собой изготовленный из серебра терновый венец, пронзенный золотым мечом снизу вверх, справа налево, входя со внутренней стороны в венок и выходя наружу с лицевой стороны. Внешне знак сильно напоминает Знак отличия Первого Кубанского похода, однако отличается тем, что «кубанский» знак был изготовлен из серебра полностью, а на «сибирском» меч был из золота, на который использовалась полностью золотая монета достоинством в 10 рублей.
Знаком отличия награждались исключительно лица, участвовавшие в Великом Сибирском Ледяном походе. Число кавалеров было ограничено числом солдат и беженцев, вышедших в Забайкалье в составе частей Восточного фронта. Отряды, вышедшие позднее, и отдельные лица приобретали право на награду только по особому приказу командующего войсками. В случае, если заслуживший право на награду погибал, не успев получить её, право получить награду предоставлялось семье погибшего.
Знак отличия объявлялся старше всех медалей, но младше Георгиевского креста.
Кавалерам Знака отличия Военного ордена «За Великий Сибирский поход» по «Положению об особых правах и преимуществах кавалеров» предоставлялись льготный проезд по путям сообщения, бесплатное лечение в отпуске по болезни, солдаты представлялись в дальнейшем к медалям на одну степень выше.
Знаки нумеровались, по каждой степени отдельно. Знаком отличия первой степени под № 1 был награждён сам Сергей Войцеховский, № 2 — генерал Константин Сахаров, № 3 — генерал Григорий Вержбицкий, № 4 — генерал Сергей Щепихин, № 5 — генерал Виктор Брендель, № 7 — генерал Степан Джунковский.

### 2010 год
20 февраля 2010 года Иркутским отделом «Союза русского народа» в честь 90-летия Великого Сибирского Ледяного похода был организован лыжный переход через озеро Байкал. Всех принявших в нём участие председатель Главного совета СРН, член Национального совета и председатель иркутского отдела Русского общенационального союза Александр Турик наградил аналогичными знаками отличия. Данное награждение было встречено неоднозначно.